# اليوم العالمي للمرحاض
اليوم العالمي للمرحاض (بالإنجليزية:World Toilet Day) هو يوم تطلق فيه حملة لتحفيز وحشد الملايين من الناس في جميع أنحاء العالم حول قضايا الصرف الصحي. أسست هذا اليوم المنظمة العالمية للمراحيض في عام 2001، للفت الانتباه إلى قضايا الصحة العامة في العالم ويحتفل بهذا اليوم في 19 نوفمبر من كل عام. في عام 2013، أصدرت الأمم المتحدة قرارًا يعترف باليوم العالمي للمرحاض واعتباره يوماً عالمياً رسمياً من أيام الأمم المتحدة (قرار الأمم المتحدة رقم A / 67 / L.75).